# Гогниев, Иван Егорович
Иван Егорович Гогниев (1806—1883) — поэт, переводчик; действительный статский советник.

## Биография
Из дворян. Рано поступил на службу (1821). Подканцелярист Нижегородского дворянского собрания (до 1830). Переехал в Петербург (1830), где поступил в Канцелярию Министерства императорского двора в чине губернского секретаря. Гогниев прослужил в канцелярии свыше 30-и лет (с 1856 — начальник отдела канцелярии). В 1862 году вышел в отставку в чине действительного статского советника. 
Работал в Министерстве под начальством поэта В. И. Панаева. Ещё в Нижнем Новгороде, Гогниев увлёкся литературой. В Петербурге сблизился с журналистами, в частности с А. Ф. Воейковым и О. И. Сенковским. Начал печатать свои стихи: «Прощание Байрона с дочерью» (1834), в «Библиотеке для чтения» (1836), и в «Сыне Отечества». Гогниев принадлежал к числу эпигонов романтизма и одновременно сильно увлекался сентиментализмом карамзинского типа. Позже стал увлекаться драматургией и написал несколько комедий: «Свет на разлад» (1881), «Поветрие» и др.
Умер 12 апреля 1883 года в Петербурге.